# Подолєв Ігор Валентинович
Професор ́Ігор Валент́инович Подолєв (нар. 19 червня 1952, Донецьк, Українська СРР, СРСР) — український економіст, державний службовець і дипломат. Доктор економічних наук з 1991 року. Перший заступник Міністра зовнішніх економічних зв'язків і торгівлі України. Другий Надзвичайний і Повноважний Посол України у Фінляндії (впродовж 1997—2001 років), за сумісництвом в: Ісландії, Швеції, Данії та Норвегії. Колишній ректор Міжнародної академії фінансів і інвестицій при Торгово-промисловій палаті України.

## Біографія
Ігор Валентинович Подолєв народився 19 червня 1952 року в Донецьку, що на той час входив до складу Української СРР СРСР (нині — окупований Росією в ході російсько-української війни).
1973 року Ігор закінчив Донецький державний університет (нині — Донецький національний університет імені Василя Стуса). Впродовж наступних 1974—1975 років працював науковим співробітником університету.
З 1975 року до 1986 року змінив ряд посад від аспіранта, молодшого наукового співробітника, старшого наукового співробітника, до завідувача сектора Інституту економіки промисловості АН УРСР. 1986 року Ігор Подолєв зайняв посаду старшого наукового співробітника Науково-дослідного центру Президії АН УРСР, де працював наступні два роки.
З 1988 року Подолєв перейшов на державну службу в центральних органах влади Української РСР. Так його призначили головним спеціалістом і консультант економічного відділу Управління справами Ради Міністрів УРСР (відповідальним секретарем Економічної ради УРСР Держплану УРСР). У 1990 році став помічником Голови Ради Міністрів УРСР, а після проголошення незалежності України, відповідно Прем'єр-міністра України.
1991 року захистив докторську дисертацію на здобуття ступеня доктора економічних наук.
Продовж 1992—1994 років перейшов працювати з уряду в Адміністрацію Президента України на посаду заступника керівника економічної служби і радник Президента України з кредитно-фінансових питань. Вже з 7 жовтня 1994 року, після обрання Президентом України Леоніда Кучми, Подолєв покинув Адміністрацію та почав працювати на ниві зовнішньоекономічної діяльності. Так він до 23 червня 1997 року працював першим заступником міністра зовнішніх економічних зв'язків і торгівлі України. На той час міністром був Сергій Осика. Окрім того, 9 березня 1995 року Ігоря Подолєва було призначено головою Української частини Українсько-Фінляндської комісії з питань торгівлі і економічного співробітництва (на цій посаді він був до 28 липня 2010 року).
28 липня 1997 року указом Президента України, Леоніда Кучми, Ігоря Валентиновича Подолєва було призначено Надзвичайним і Повноважним Послом України у Фінляндії за сумісництвом в: Королівстві Данія, Ісландській Республіці та Королівстві Швеція. З 1 вересня того ж року його було призначено послом за сумісництвом в Королівстві Норвегія. 20 січня 1999 року його було звільнено з посади посла в Швеції, 30 вересня з посади посла в Данії та Норвегії, а вже 2 жовтня 2001 року з посади посла у Фінляндії та Ісландії за сумісництвом.
Після звільнення з посади посла Ігор Подолєв завершив державну служба. З січня 2002 року був призначений заступником голови правління державного Укрексімбанку, а з травня 2004 року став першим заступником. 2005 року, під час щорічних зборів ради керуючих Європейського банку реконструкції та розвитку (ЄБРР) у Белграді було проведено чергове переобрання членів ради директорів ЄБРР. Рада керуючих затвердила професора Подолєва на посаді виконавчого директора у раді директорів ЄБРР від України, Румунії, Молдови, Грузії та Вірменії.
З 2011 року став ректором Міжнародної академії фінансів і інвестицій при Торгово-промисловій палаті України (нині — ліквідований вищий навчальний заклад).

## Родина та особисте життя
Дружина — Олена Подолєва (українська економістка, професор, кандидат економічних наук).